# ’s Ländle, meine Heimat
’s Ländle, meine Heimat, gedichtet und vertont von Anton Schmutzer (1864–1936), ist seit 1949 die Landeshymne des österreichischen Bundeslands Vorarlberg.
Die Urfassung der Hymne geht auf das Jahr 1905 zurück. Damals vertonte der Feldkircher Musiklehrer und Chorleiter Anton Schmutzer das Gedicht Vorarlbergers Heimweh. 1907 änderte er die Melodie geringfügig und unterlegte ihr einen neuen, selbst gedichteten Text: „Du Ländle, meine teure Heimat“. 1937 erklärte die Landesregierung das Volkslied zum offiziellen „Landeslied“, nachdem in der zweiten Strophe Bezugnahmen auf Kaiser und Monarchie aus dem Text entfernt worden waren. Dort hatte es bis dahin „hier hält man treu zum alten Kaiser“ geheißen, der „Kaiser“ wurde schließlich durch das „Heimatland“ ersetzt, alternativ dazu wird aber auch „Vaterland“ gesungen. In den folgenden Jahren des Krieges und des Nationalsozialismus, in der Vorarlberg vorübergehend wieder von Innsbruck aus verwaltet wurde, gewann das Lied besondere lokalpatriotische Bedeutung. 1949 erhob der Vorarlberger Landtag ’s Ländle, meine Heimat per Gesetz zur Landeshymne.

## Text
Du Ländle, meine teure Heimat,

ich singe dir zu Ehr' und Preis;

begrüße deine schönen Alpen,

wo Blumen blüh'n so edel weiß,

und golden glühen steile Berge,

berauscht von harz'gem Tannenduft.

|: O Vorarlberg, will treu dir bleiben,

bis mich der liebe Herrgott ruft. :|

Du Ländle, meine teure Heimat,

wo längst ein rührig Völklein weilt,

wo Vater Rhein, noch jung an Jahren,

gar kühn das grüne Tal durcheilt;

hier hält man treu zum Heimatlande

und rot-weiß weht es in der Luft.

|: O Vorarlberg, will treu dir bleiben,

bis mich der liebe Herrgott ruft. :|

Du Ländle, meine teure Heimat,

wie könnt' ich je vergessen dein,

es waren doch die schönsten Jahre

beim lieben, guten Mütterlein.

Drum muss ich immer wieder kommen,

und trennte mich die größte Kluft.

|: O Vorarlberg, will treu dir bleiben,

bis mich der liebe Herrgott ruft. :|

## Rechtsgrundlagen
- Art. 6 Abs. 4 Vorarlberger Landesverfassung: Durch Gesetz wird eine Landeshymne bestimmt.
- Die Landeshymne ist im Gesetz über die Landessymbole, LGBl.Nr. 11/1996, 58/2001, geregelt; Text und Noten in Anlage 3.
- Gemäß § 248 Abs. 2 Strafgesetzbuch, BGBl.Nr. 60/1974, genießt die Landeshymne auch strafrechtlichen Schutz.